# كوري براون (سياسي)
كوري براون (بالإنجليزية: Corey Brown)‏ هو سياسي أمريكي، ولد في 1 أكتوبر 1974. حزبياً، نشط في الحزب الجمهوري.